# Léandre Griffit
Léandre Griffit (Maubeuge, 21 mei 1984) is een Franse voetballer (middenvelder) die sinds 2012 uitkomt voor AS Aulnoye-Aymeries.
Hij genoot zijn opleiding bij Amiens SC. Hij zette hierna zijn carrière voort in Engeland waar hij terechtkwam bij Southampton FC. Bij deze club kon hij echter niet doorbreken, waarna hij na enkele uitleenbeurten, bij het Zweedse IF Elfsborg verzeild raakte. Met deze club werd hij in 2006 landskampioen. Na in Engeland, bij Crystal Palace FC gespeeld te hebben, en een seizoen bij het Belgische URS Centre, belandde hij in 2010 bij het Amerikaanse Columbus Crew.
Griffit speelde twee wedstrijden voor de Franse U-21.

## Erelijst
IF Elfsborg
- Zweeds landskampioen

2006